# Polynema stammeri
Polynema stammeri är en stekelart som beskrevs av Soyka 1946. Polynema stammeri ingår i släktet Polynema och familjen dvärgsteklar.
Artens utbredningsområde är:
- Tyskland.
- Polen.

Inga underarter finns listade i Catalogue of Life.